# Красний Яр (Луганський район)
Кра́сний Яр (колишня назва — Червоний Яр) — село в Україні, у Молодогвардійській міській громаді Луганського району Луганської області. Населення становить 41 осіб. З 2014 року є окупованим.

## Географія
Географічні координати: 48°17' пн. ш. 39°28' сх. д. Часовий пояс — UTC+2. Загальна площа села — 0,247 км².
Село розташоване у східній частині Донбасу за 9 км від селища Сімейкине.

## Історія
Заснований як хутір Червоний Яр у 1934 році, статус села отримав у 1954 році.
В часі російсько-української війни 3 серпня 2014 року на фугасі, виставленому терористами, підірвався танк, загинув сержант ЗСУ Мансуров Андрій Сергійович. 6 серпня у бою під Красним Яром загинув солдат 51-ї бригади Іван Сирватка.

## Населення
За даними перепису 2001 року населення села становило 41 особу, з них 14,63% зазначили рідною мову українську, 85,37% — російську.

## Відомі люди
- Ігуменцев Віктор Миколайович — заслужений художник України.